# Tangerang
Pour l’article homonyme, voir Kabupaten de Tangerang.
Tangerang est une ville d'Indonésie dans la province de Banten, située à environ 20 km à l'ouest de Jakarta. Elle a le statut de kota.
Tangerang est un centre industriel. La ville fait partie de la mégalopole qu'on appelle en Indonésie « Jabotabek » (Jakarta-Bogor-Tangerang-Bekasi). Sa superficie est de 164,54 km2 et sa population était de 1 487 000 habitants en 2005.
Tangerang est reliée à Jakarta par le réseau express régional KRL Commuterline.
L'aéroport international Soekarno-Hatta se trouve dans le kabupaten.

## Histoire

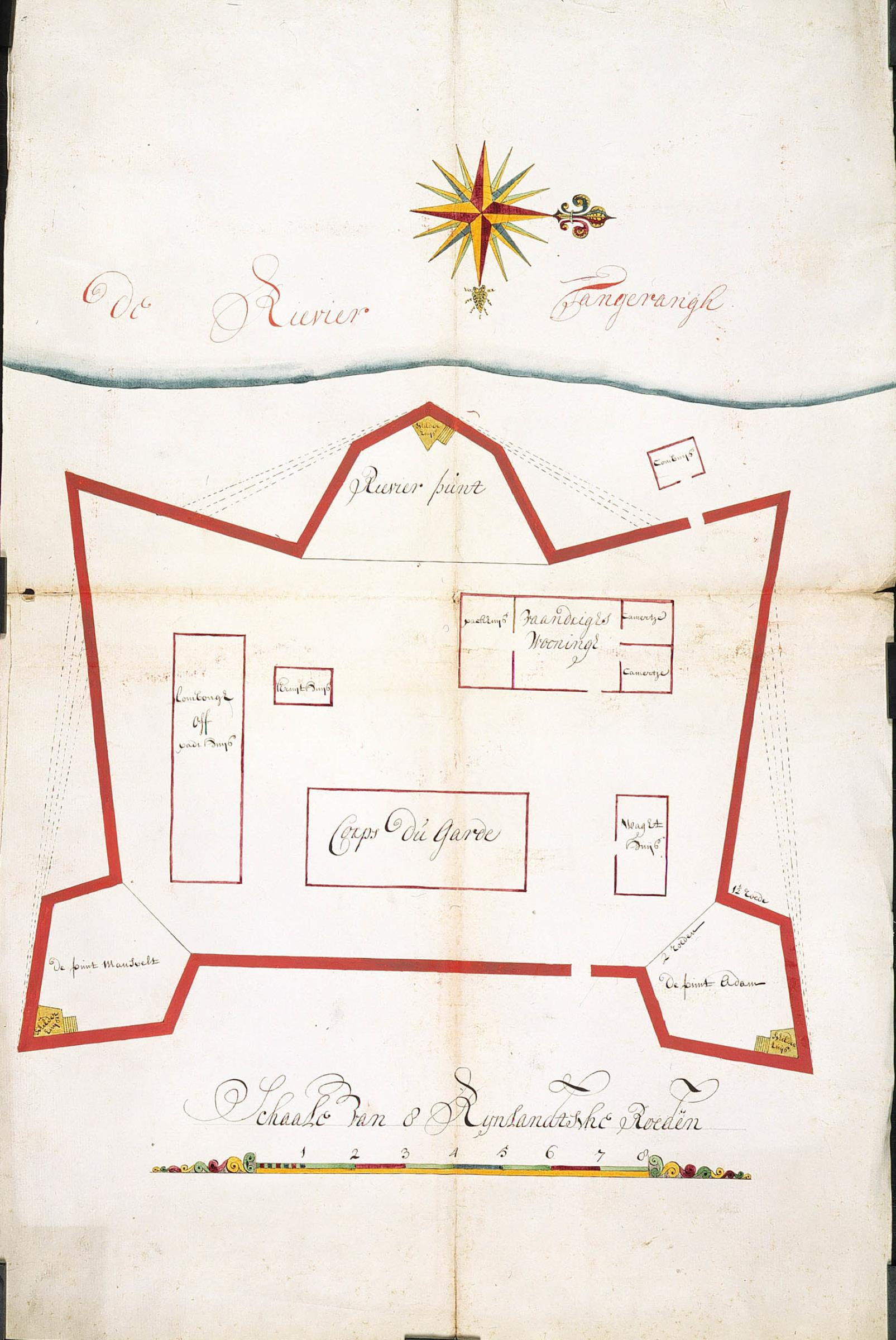
Plan du fort (en indonésien, benteng) de Tangerang daté de 1709

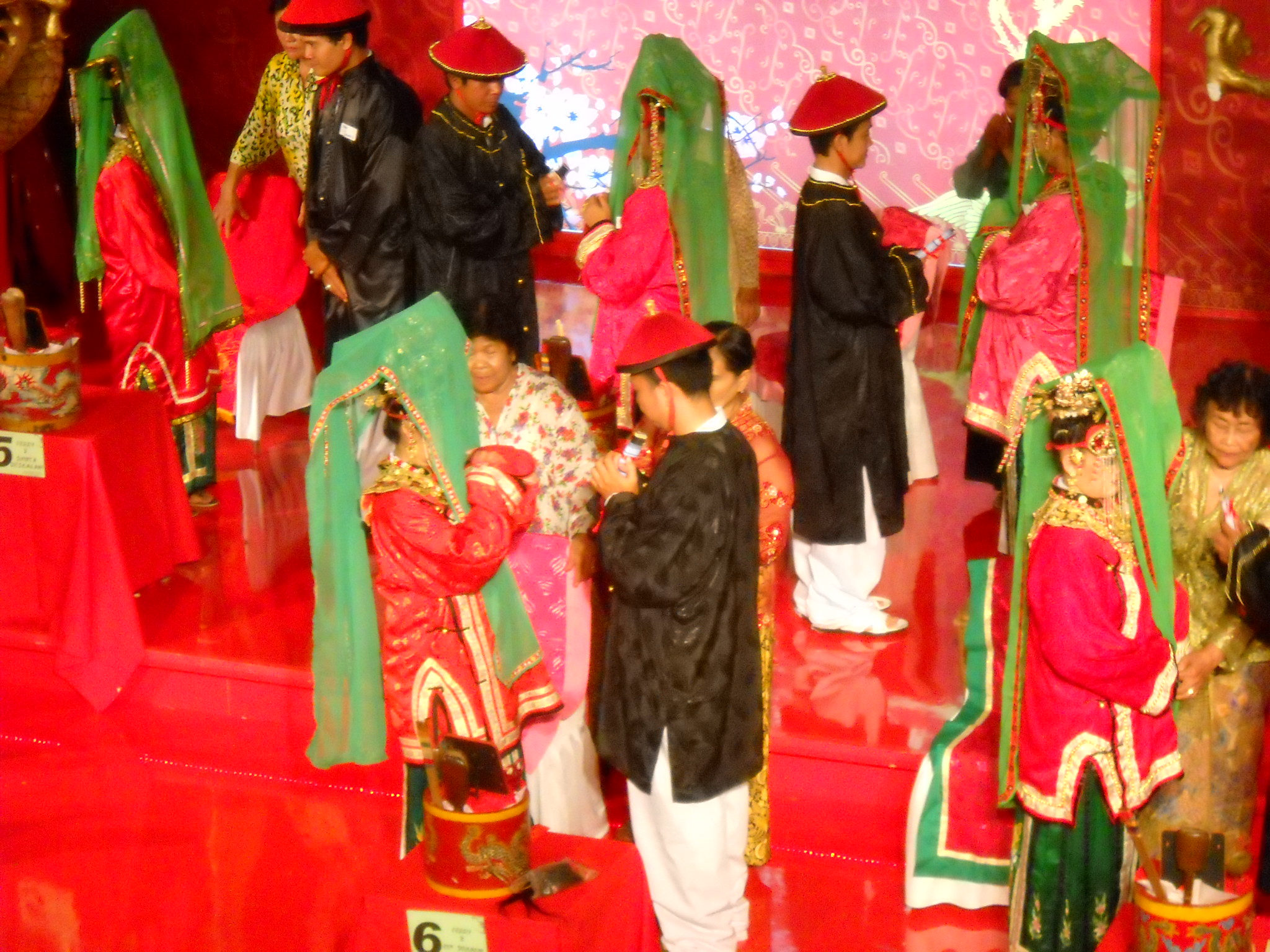
Mariage Cina Benteng, Chinois de la région de Tangerang, qui doivent leur nom à la présence du fort

## Personnalités liées
- Cakka Nuraga (1998), chanteur indonésien

## Jumelages
- Gatineau (Canada)
- Mississauga (Canada)
- Comté d'Arlington (États-Unis)
- Shah Alam (Malaisie)
- Kuching (Malaisie)